# Star Trek III: Pátrání po Spockovi
Star Trek III: Pátrání po Spockovi (též Star Trek III: Hledání Spocka, v anglickém originále Star Trek III: The Search for Spock) je americký sci-fi film od studia Paramount Pictures, v pořadí třetí na motivy Star Treku. Režíroval jej Leonard Nimoy, který je ve startrekovském prostředí známý rolí pana Spocka, do kin byl uveden v roce 1984 a celosvětově vydělal 87 milionů dolarů. Svým příběhem navazuje na předchozí film Star Trek II: Khanův hněv (1982), na jehož konci Spock zemřel. V tomto snímku se admirál James T. Kirk se svoji věrnou posádkou i přes zákaz Hvězdné flotily vydá hledat Spockovo tělo, které zanechali na planetě Genesis, neboť existuje určitá naděje, že by po speciálním vulkánském obřadu mohl opět žít. Na film přímo navazuje další snímek Star Trek IV: Cesta domů (1986).

## Příběh
Děj filmu se odehrává v roce 2285, jeho začátek je určen hvězdným datem 8210.3. Hvězdná loď USS Enterprise se po bitvě s geneticky modifikovaným člověkem, bývalým diktátorem Khanem Noonienem Singhem, vrací na Zemi. Khan se pokusil zničit Enterprise pomocí terraformačního zařízení nazvaného Genesis. Při bitvě došlo ke ztrátám, včetně kapitána Spocka, blízkého přítele dočasného velícího důstojníka, kontradmirála Jamese T. Kirka. Spockova rakev byla vystřelena na orbitu nové planety vzniklé právě explozí Genesis. Admirál Flotily Harry Morrow navštíví po příletu k Zemi Enterprise a oznámí její posádce, že jejich loď je kvůli zastaralosti vyřazena. Nařídí jim také, aby o zařízení Genesis s nikým nemluvili, neboť se jedná o citlivé politické téma. Při návratu na Zemi se doktor Leonard McCoy začne chovat podivně, až je nakonec v pozemském vesmírném doku zadržen a umístěn do cely.
David Marcus, Kirkův syn a hlavní vědec projektu Genesis, zkoumá spolu s Vulkánkou Saavik planetu Genesis z vědecké lodi USS Grissom. Protože objeví na povrchu neočekávané známky života, oba se transportují na planetu, kde nejprve naleznou prázdnou Spockovu rakev a následně i mladého vulkánského chlapce, jehož mysl se ale v tomto těle nenalézá. Zařízení Genesis totiž vytváří nový život z neživých substancí, doktor Marcus navíc použil při jeho konstrukci protohmotu, takže když Spockova rakev dopadla na povrch, vzkřísilo Genesis jeho tělo, které se začalo společně s celou planetou velmi rychle vyvíjet a stárnout. Vědec odhaduje, že ke zhroucení celé planety i Spocka dojde během několika hodin. Mezitím klingonský komandér Kruge obdrží informace o zařízení Genesis, které lze potenciálně využít jako mocnou zbraň, se zamaskovaným válečným Dravcem zničí loď Grissom na orbitě planety a na povrchu zajme doktora Marcuse, Saavik a mladého, ale rychle stárnoucího Spocka.
Spockův otec Sarek navštíví na Zemi Kirka a konfrontuje jej se smrtí svého syna. Společně zjistí, že Spock před svoji smrtí provedl přenos své katry, žijící mysli, do doktora McCoye. Spockovu katru i jeho tělo je nutné dopravit na jeho domovskou planetu Vulkán, jinak bude definitivně ztracen. Kirk proto kvůli svému příteli neuposlechne rozkazy, společně se svými věrnými důstojníky osvobodí doktora McCoye z vězení, znemožní let modernější a rychlejší lodi USS Excelsior, ukradnou kotvící Enterprise a vydají se zpět k planetě Genesis.
Na její oběžné dráze je Enterprise napadena a těžce poškozena Krugeovou lodí. Při následném vyjednávání nechá Kruge popravit na povrchu planety jednoho ze tří zajatců, kterým se stane David Marcus, Kirkův syn, který chtěl bránit Saavik. James Kirk s posádkou předstírá kapitulaci, zapne autodestrukční zařízení a transportuje se na povrch planety. Na jeho loď se přemístí většina Klingonů z Krugeova plavidla, aby ji převzali, celá Enterprise je ale explozí autodestrukčního zařízení zničena. Kirk pod slibem předání tajemství Genesis vyláká Krugea na povrch, ten nechá všechny důstojníky Flotily kromě Kirka a Spocka transportovat na Dravce. Při postupném hroucení planety podstoupí Kirk s Krugem souboj, který admirál vyhraje, neboť Klingon se zřítí do propasti. Kirk se se Spockem transportují na klingonské plavidlo, které mezitím ovládli jeho důstojníci, neboť přemohli posledního zbývajícího člena Krugeovy posádky.
Společně urychleně zamíří s Dravcem k Vulkánu, aby mohl být proveden slavnostní a starobylý obřad fal-tor-pan. Při něm je Spockova katra úspěšně spojena s jeho tělem, které mezitím dosáhlo jeho původního věku. Jeho vzpomínky jsou ale zatím pouze částečné, admirála Kirka a jeho důstojníky i přesto pozná.

## Obsazení
| William Shatner     | kontradmirál James T. Kirk, dočasný velící důstojník |
| DeForest Kelley     | komandér Leonard McCoy, šéflékař                     |
| James Doohan        | komandér/kapitán Montgomery Scott, šéfinženýr        |
| George Takei        | komandér Hikaru Sulu, kormidelník                    |
| Walter Koenig       | komandér Pavel Čechov, dočasný vědecký důstojník     |
| Nichelle Nicholsová | komandér Nyota Uhura, komunikační důstojník          |
| Mark Lenard         | velvyslanec Sarek, otec Spocka                       |
| Merritt Butrick     | Dr. David Marcus, vědec, syn Jamese Kirka            |
| Judith Andersonová  | T'Lar, vulkánská vysoká kněžka                       |
| Robin Curtisová     | podporučík Saavik, vědecký důstojník na USS Grissom  |
| Christopher Lloyd   | komandér Kruge, klingonský velící důstojník          |

V hlavních titulcích nebyl uveden Leonard Nimoy jako kapitán Spock, který se v této roli objevil pouze na konci snímku. V jeho průběhu hráli postavu Spocka další čtyři herci: ve věku 9 let Carl Stevens, ve věku 13 let Vadia Potenza, ve věku 17 let Stephen Manley a ve věku 25 let Joe W. Davis. Kromě nich navíc dabér Frank Welker nahrál Spockův řev a za Nimoye jako kaskadér zaskočil Steve Blalock. V malé cameo roli Janice Randové (v titulcích jako „žena v kavárně“) se ve snímku objevila i Grace Lee Whitneyová.

## Produkce
Star Trek II: Khanův hněv byl úspěšný komerčně i co se týče kritiky, a proto studio Paramount Pictures velmi rychle začalo připravovat další film. Režisér Khanova hněvu Nicholas Meyer již neměl zájem se na novém snímku podílet, neboť se mu nelíbily změny konečných scén jeho filmu, které tam nechal doplnit producent Harve Bennett bez jeho souhlasu. Leonard Nimoy, představitel Spocka, naopak původně nechtěl hrát ve druhém startrekovském filmu, ten se mu po zhlédnutí ale tak líbil, že chtěl v roli Spocka pokračovat, což mu studio umožnilo a navíc jej obsadilo i na post režiséra. Paramount dal Bennettovi zelenou již den po premiéře Khanova hněvu. Producent začal psát scénář, přičemž pro návrat postavy využil scény splynutí myslí Spocka a doktora McCoye z předchozího snímku. Nápad a jméno vulkánské katry konzultoval přímo s Nimoyem, který jej upozornil na epizodu „Čas amoku“, jež inspirovala Bennetta k vyššímu stupni „duchovního přenosu“ mezi Vulkánci. Producent a scenárista v jedné osobě také přiznal, že idea Kirka a jeho posádky vracející se na planetu Genesis, aby hledala Kirkovo „ušlechtilé já“, pramenila z básně, kterou Bennett četl v jednom startrekovském fanouškovském magazínu.
Hlavním Bennettovým problémem bylo, jak uvést příběh lidem, kteří Khanův hněv neviděli, k čemuž pomohlo jeho „televizní myšlení“ (jak sám prohlásil). Na úplný úvod snímku zařadil sestříhanou sekvenci „v minulém Star Treku jste viděli…“ a Jamese Kirka nechal odvyprávět záznam do kapitánova deníku, který popisuje jeho pocity ztráty dobrého přítele. Kvůli předpokládanému konci snímku a oživení Spocka se Bennett rozhodl v průběhu filmu zničit USS Enterprise, což mělo zůstat v tajnosti. Scénář, který byl hotový za šest týdnů a na kterém se podílel i Nimoy, začal psát od konce, od Spockových slov „Vaše jméno je… Jim.“, a pokračoval retrospektivně. Prvky, jako Kruge zabíjející svoji milou Valkris na nákladní lodi, byly přidány pro vytvoření kontextu a intrik. Původně měli být zápornými postavami Romulané, Nimoy ale preferoval více „teatrální“ Klingony, protože pokládal zařízení Genesis za analogické k sovětsko-americkým závodům jaderného zbrojení. Rozpočet Pátrání po Spockovi byl stanoven na 16 milionů dolarů, což bylo sice o pět milionů více než u Khanova hněvu, stále však řádově méně než u prvního filmu. Navíc některé rekvizity a kostýmy byly již z produkce Khanova hněvu vyrobeny, což umožnilo více investovat do speciálních efektů.
Speciální efekty, modely lodí a akční scény vytvořila společnost Industrial Light & Magic (ILM), která v listopadu 1982 obdržela dvoustránkový výtah s názvem Return to Genesis, přičemž kompletní scénář dostala začátkem roku 1983. Model lodi USS Grissom, pojmenované po astronautu Virgilu Grissomovi, následně posloužil i pro některá další vědecká plavidla v seriálu Star Trek: Nová generace. Lodí USS Excelsior vytvořila ILM nový design lodí Spojené federace planet, uhlazenější a modernější než u Enterprise. Zatímco ve filmu je Excelsior větší než jeho předchůdce, ve skutečnosti byl fyzický model o 30 cm menší než model Enterprise. Pro pozemský vesmírný dok byly postaveny dva modely. První z nich, vysoký 1,8 m, sloužil pro vnější záběry, interiér doku byl natáčen v modelu o délce 6,1 m s odstranitelnou centrální sekcí.
Zcela nové plavidlo, vyskytující se i v dalších trekovských filmech a seriálech, vzniklo i straně nepřátel – klingonský válečný Dravec, jehož design navrhli Nilo Rodis a Dave Carson a postavil jej William George. Původně se mělo jednat o romulanskou loď, po změně hlavního protivníka ale bylo ponecháno označení i vzhled s prvky připomínající romulanskou techniku. Pro ušetření finančních prostředků byly použity a upraveny již postavené kulisy. Například můstek Enterprise posloužil po přestavbě jako můstek Grissomu, pozemský bar a klingonská ošetřovna vznikly úpravami z ošetřovny na Enterprise. Interiéry samotné Enterprise zůstaly od předchozího filmu většinou nezměněny, pouze byla přetřena podlaha z černé na šedou kvůli lepšímu obrazu při natáčení. Největší změny zaznamenala Spockova kajuta, protože Leonard Nimoy cítil, že původní šedá barva nectila vulkánský styl, kvůli čemuž ji nechal doplnit žlutou a oranžovou. Otrhaná jakoby-psí kreatura z klingonského můstku, jež byla produkčním týmem pojmenována „Fifi Rebozo“, byla maňásek, již ovládal Ken Ralston. Pomáhali mu další tři lidé, kteří lanky otvírali zvířeti oči a tlamu. Pro Pátrání po Spockovi vznikly také nové rekvizity v podobě upravených komunikátorů a phaserů z původního seriálu. Kostýmy vytvořil designér Robert Fletcher, který již měl zkušenosti z předchozích dvou trekovských filmů. Uniformy Hvězdné flotily použité v Pátrání po Spockovi navrhl již pro Khanův hněv, nejvíce práce tedy věnoval civilnímu oblečení některých hlavních postav, slavnostním vulkánským róbám či klingonským kostýmům inspirovaným feudálním Japonskem.
Samotné natáčení bylo zahájeno 15. srpna 1983, během něho panovala přísná bezpečnostní opatření, aby se zamezilo únikům informací, jako se to podařilo v případě Spockovy smrti v Khanově hněvu. Veškeré filmování probíhalo kromě dvou dnů ve filmových studiích Paramountu, z čehož nebyl hlavní kameraman Charles Correll příliš šťastný. Produkci proto navrhoval např. Kauai na Havaji pro planetu Genesis či Red Rock Canyon v Kalifornii pro Vulkán, ta však neměla pro natáčení v takových lokacích finanční prostředky. Exteriéry planety Genesis byly postaveny ve studiu 15 a zabíraly rozměry 91×30 m. Protože se část kulis měla při destrukci planety zřítit, byla scéna postavena 4,9 m nad zemí, přičemž v podlaze se nacházela propadla a pyrotechnika. Schody na horu Selaya na Vulkánu byly natočeny na Occidental College, jediné venkovní filmovací lokaci, scéna ale byla vystřižena kvůli přílišné délce průvodu.
Hudbu pro film složil James Horner, který se již podílel na Khanově hněvu. Nimoy sice upřednostňoval svého přítele Leonarda Rosenmana, Horner byl produkcí vybrán pro zajištění hudební kontinuity mezi druhým a třetím startrekovským filmem. Po vzájemných diskusích s Leonardem Nimoyem souhlasil, že „romantická a citlivější hudba“ je v tomto případě důležitější než „bombastická“. Horner v Pátrání po Spockovi použil a přepracoval některá témata z předchozího snímku, nově napsal např. klingonské téma, pro scénu s krádeží Enterprise upravil hudbu z Romea a Julie od Sergeje Prokofjeva, u Spockova vzkříšení se inspiroval vlastním příspěvkem z konce filmu Brainstorm.

## Vydání a ohlasy
Star Trek III: Pátrání po Spockovi byl do amerických kin uveden 1. června 1984, přičemž během úvodního víkendu vydělal 16 milionů dolarů, čímž překonal snímek Indiana Jones a chrám zkázy uvedený o týden dříve. Celkový výdělek v Severní Americe činil 76,5 milionů dolarů a celosvětové tržby dosáhly celkově 87 milionů dolarů. Rovněž vyšel stejnojmenný knižní přepis od Vondy McIntyreové (v Česku byla kniha vydána v roce 1994 v nakladatelství Albert Boskovice).
Snímek se dočkal převážně kladných ohlasů. Richard Schickel z týdeníku Time jej ocenil jako „pravděpodobně první vesmírnou operu, která si zaslouží toto označení v nejkrásnějším slova smyslu“. Podle Janet Maslinové z The New York Times a Newsweeku sice film uvadal pod zvyšujícím se věkem herců, ti to však vynahradili svým odhodláním. Roger Ebert označil snímek za „dobrý, ale ne skvělý“ a zařadil jej mezi na-efektech-závislý první trekovský film a charakterní Khanův hněv. Oproti tomu USA Today ocenili Pátrání po Spockovi jako nejlepší ze všech tří snímků a jako nejbližší duchu své televizní předlohy. Jednu z mála negativních reakcí napsala Susan Ferrier Mackayová z The Globe and Mail, která film označila za „špa-a-a-tný“ (v originále „ba-a-a-d“).
Pátrání po Spockovi bylo v roce 1985 vydáno na kazetách VHS a betamax a na laserdiscu. Dne 11. května 2000, několik měsíců před Khanovým hněvem, vyšel snímek bez dalších bonusů také na DVD. Dvojdisková sběratelská edice s doplňkovým materiálem (textovým komentářem Michaela Okudy a audio komentáři Nimoye, Bennetta, Corrella a Curtisové) byla na DVD vydána o dva roky později. V květnu 2009 vyšla blu-ray verze, která byla vytvořena remasterem DVD z roku 2000. Na disk byly také doplněny nové komentáře od Ronalda D. Moorea a Michaela Taylora, spoluautorů televizních seriálů Star Trek: Nová generace, Star Trek: Stanice Deep Space Nine a Star Trek: Vesmírná loď Voyager.
V Česku byl film poprvé uveden na TV Nova dne 20. dubna 1994.